# Фалетёнок, Сергей Александрович
Сергей Александрович Фалетёнок (19 июля 1970, Новосибирск — 9 октября 2013, там же) — российский поэт, композитор и музыкант, автор популярных песен.

## Биография

### Молодые годы
Родился в 1970 году в Новосибирске. Мать — Пухова Галина Степановна, отец — Фалетёнок Александр Михайлович. В 1970 г. семья переезжает в Академгородок.
Сергей окончил Детскую музыкальную школу № 10 по классу баяна, затем — Новосибирское училище культуры (оркестровое отделение). По окончании училища с 1992 по 1998 годы был учителем музыки в школе № 166.
С 1988 по 1990 года проходил службу в рядах Вооруженных Сил СССР в городе Москва.

### Музыкальная карьера
С 1991 года Сергей Фалетёнок играл в местной группе «Golden Valley», название которой в 1995 году трансформировалось в «Золотая долина». В 1990-х стал автором ряда знаменитых на всю страну песен — в частности, «Дима, помаши рукой маме» (по мотивам одного из эпизодов серии «Русский проект» 1995 года, ставшего одним из самых известных образцов социальной рекламы). В 1998 году уехал в Москву, где работал вместе с группой «Родная речь», но в 2001 году вернулся в Новосибирск, чтобы начать сольную карьеру.
В 2004 году выпустил первый сольный диск «Я удивлён». С 2004 года начал работать в паре с известным новосибирским гитаристом Евгением Каргополовым, в 2005 году они выпустили совместный диск «Live In Club 888». С 2008 года вновь стал выступать сольно.

### Семья
Был женат. В 1997 году у музыканта родился сын Алексей, а в 2010 году - дочь Ольга.

### Болезнь и смерть
В 2011 году Сергей Фалетёнок лёг на операцию в Центральную клиническую больницу СО РАН. Во время обследования у него был обнаружен рак, причём сразу 4-й степени. Не собираясь сдаваться болезни, он продолжил вести активный образ жизни, параллельно пройдя пять курсов химиотерапии. В январе 2012 года он выпустил диск «Из Собаки с любовью…», записанный в новосибирском кабаре-кафе «Бродячая собака».
В августе 2013 года состояние музыканта резко ухудшилось. На продолжение лечения требовалась очень большая сумма, которой у семьи не было, и пришлось обратиться за помощью к общественности. Был начат сбор денег в соцсетях, а на 15 октября 2013 года был запланирован большой благотворительный концерт, выручка с которого должна была пойти на лечение музыканта, однако Сергей Фалетёнок не дожил до этого момента, скончавшись 9 октября на 44-м году жизни.
Прощание с музыкантом прошло во дворце молодежи «Юность» 11 октября.
Похоронен на Южном кладбище Новосибирска (квартал У).

## Память
С 2014 года в Новосибирском Академгородке, где Сергей Фалетёнок провёл большую часть своей жизни, при поддержке властей города проводится ежегодный Фестиваль популярной музыки имени Сергея Фалетёнка «Городок-на-Оби».

## Дискография

### Золотая долина
- 1997 — «Группа Золотая долина 1996-1997»

### Родная речь
- 1999 — «Всё, что знаю»

### Совместно с Евгением Каргаполовым
- 2005 — «Live in 888»

### Сольно
- 2002 — «Огород любви» (официально не издан)
- 2004 — «Я удивлён»
- 2007 — «Братья Карамазовы»
- 2012 — «Из Собаки с любовью…»

## Клипы

### Родная речь
- 1994 — «Море волнуется раз»

### Совместно с Евгением Каргаполовым
- 2004 — «Лёжа на диване»